# East Earl
East Earl es un lugar designado por el censo ubicado en el condado de Lancaster en el estado estadounidense de Pensilvania. En el año 2010 tenía una población de 1.144 habitantes y una densidad poblacional de 476,6 personas por km².

## Geografía
East Earl se encuentra ubicado en las coordenadas 40°6′8″N 76°1′37″O / 40.10222, -76.02694.. Según la Oficina del Censo de los Estados Unidos, East Earl tiene una superficie total de 0,94 mi² (2,4 km²), de la cual 0,94 mi² (2,4 km²) corresponden a tierra firme y 0 mi² (0 km²) es agua.